# Горбенко Леонід Петрович
Леонід Петрович Горбенко (20 червня 1939, с. Шендерівка, Корсунь-Шевченківський район, Черкаська область, Українська РСР — 7 серпня 2010, сел. Ушаково, Гур'євський район Калінінградська область, Росія) — російський політичний діяч українського походження, перший всенародно обраний губернатор Калінінградської області (1996—2000 роки).

## Біографія
Леонід Горбенко народився 20 червня 1939 року в с. Шендерівка Корсунь-Шевченківського району Черкаської області Української РСР. За національністю українець.
Батько — Горбенко Петро Андрійович (1900-?), був призваний на фронт, але після бомбардування ешелону пораненим повернувся додому. В 1946 році він був заарештований і засуджений на 10 років за «заклики до саботажу». Мати — Горбенко Ганна Михайлівна (1910—1992). Сестра Лідія (нар. 1930), до пенсії була вчителькою в рідному селі.
Під час німецько-радянської війни опинився на окупованій німцями території, де проходила відома Корсунь-Шевченківська операція. Пішов в школу в 1946 році. Після закінчення середньої школи мріяв стати моряком, тому у 17 років поїхав в Калінінградську область.

### Освіта
Леонід Горбенко закінчив Калінінградське морехідне училище (тоді розташовувалося в Зеленоградську), в якому був старшиною групи, у 1958 році з кваліфікацією «судновий електрорадіонавігатор-радіооператор». Потім закінчив Калінінградський технічний інститут в 1970 році за спеціальністю «Механізація та автоматизація виробничих процесів», факультет організації промислового виробництва Інституту народного господарства ім. Р. В. Плеханова в 1983 році. Академік Академії транспорту Росії (1993).

### Трудова діяльність
З 1958 по 1963 рік Леонід Горбенко працював гідроакустиком, електрорадіонавігатором в атлантичній рибопромисловій розвідці у місті Калінінград.
З 1963 по 1973 рік пройшов шлях: інженер, заступник начальника, начальник служби електрорадіонавігації Калінінградського морського рибного порту.
З 1973 по 1980 рік він головний інженер Калінінградського державного морського рибного порту.
З 1980 по 1986 рік Леонід Горбенко обіймав посаду заступника генерального директора об'єднання «Калінінградрибпром».
З 1986 по 1996 рік — генеральний директор Калінінградського державного морського рибного порту.

### Політична діяльність
У 1990 році Леонід Горбенко був обраний народним депутатом Калінінградської обласної Ради, де очолив депутатську групу «Від згоди — до реформ». Обирався членом обкому КПРС, членом президії Калінінградської обласної Ради народних депутатів (склав повноваження у 1993 році). Висувався до Ради Федерації, але зняв свою кандидатуру.
У жовтні 1996 року Леонід Горбенко був обраний губернатором Калінінградської області. За посадою входив до Ради Федерації, був членом Комітету з міжнародних справ, заступником представника Росії в Палаті регіонів Конгресу місцевих і регіональних влад Європи. Також Леонід Горбенко був одним із засновників політичного руху «Наш дім — Росія», членом Ради Загальноросійського громадського руху «Реформи — новий курс».
У листопаді 2000 року програв чергові губернаторські вибори, набравши у другому турі 19 листопада 33,2 % голосів виборців, поступившись перемогою командувачу Балтійським флотом адміралу Володимиру Єгорову (58,6 % голосів).
У вересні 2001 року Леонід Горбенко повернувся на колишню посаду в Калінінградській рибний порт, пропрацювавши на ній до січня 2004 року.
30 січня 2010 року підписався під вимогами про відставку уряду області на чолі з Георгієм Боосом та обласною думою, які були озвучені на багатотисячному мітингу в Калінінграді. Також Леонід Горбенко негативно відгукувався про результати діяльності Г.Бооса та «Єдиної Росії».
У травні 2010 року суд присудив Л. Горбенко 400 тисяч рублів компенсації за незаконне притягнення його до кримінальної відповідальності і взяття з нього підписки про невиїзд у справі про банківський кредит області «Дрезднер банку» під час його губернаторства.
22 липня 2010 року губернатор Георгій Боос підписав постанову про вилучення у Леоніда Горбенка 7 гектарів землі для будівництва підземного газосховища.

### Смерть і похорон
Леонід Горбенко помер увечері 7 серпня 2010 року від серцевого нападу у себе на дачі в селищі Ушаково Гур'євського району Калінінградської області. Деякі члени сім'ї померлого висловлювали сумніви в правильності встановленої причини смерті.
Прощання з Леонідом Горбенко пройшло 10 серпня 2010 року в калінінградському Храмі Христа Спасителя, будівництво якого почалося за його підтримки.
Похований Леонід Горбенко на Старому міському кладовищі Калінінграда.

## Родина
Дружина — Раїса Яківна Горбенко, до пенсії 40 років працювала вчителькою в Калінінградській школі (нині гімназія № 40). Син Олександр (нар. 1964) — колишній офіцер ВМФ, після виходу на пенсію займається бізнесом. Онук Антон (від першого шлюбу сина).

## Нагороди
- Орден Дружби народів (1983)
- Ювілейна медаль «За доблесну працю. В ознаменування 100-річчя з дня народження в. І. Леніна» (1970)
- Ювілейна медаль «300 років Російському флоту» (1996)
- Медаль «15 років Раді Федерації Федеральних Зборів РФ» (2010)
- Церковний орден святого благовірного князя Данила Московського третього ступеня[10]
- Хрести за відродження Російського козацтва «Святого праведного Федора Ушакова — адмірала Російського флоту» двох ступенів, «За віру і службу Росії»[11]
- Почесна Грамота Президії Верховної Ради РРФСР (1982)
- Почесна грамота Уряду Російської Федерації (1999)
- Заслужений працівник рибного господарства Російської Федерації
- Орден «За заслуги перед Калінінградською областю» (2009)
- Почесний отаман реєстрового Балтійського окремого козацького округу